# 티타노마키아

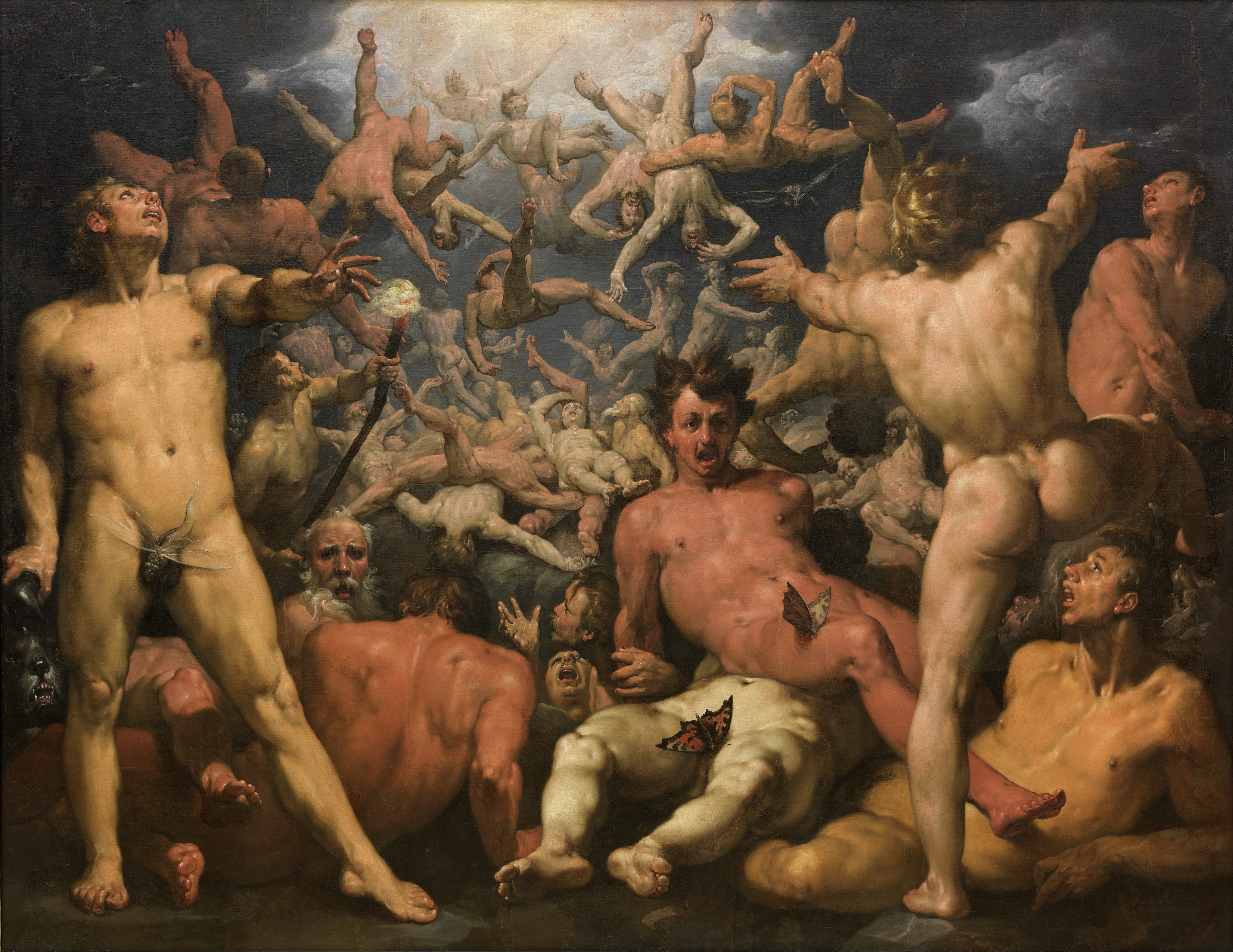

티타노마키아 또는 티탄의 전쟁(Τιτανομαχία)은 그리스 신화에서 인간이 존재하기 훨씬 전에 있었던 두 신족(神族) 즉 티탄족과 올림포스 신족과의 10년에 걸친 전쟁을 말한다.
이 전쟁에 대한 전승은 그리스 문헌의 여러 곳에서 단편적으로 찾을 수 있으며 가장 유명하고 확실한 전승은 바로 헤시오도스의 《신통기》이다.
이 전쟁은 올림포스 신이 승리하였다

## 크로노스와 우라노스
우라노스는 아내 가이아가 낳은 자식들 헤카톤케이레스, 키클롭스, 티탄들을 보기 싫다고 저승 타르타로스에 감금시켜 버렸다. 가이아는 자식들이 갇혀 있는 것이 안타까워 자식들을 부추겨 우라노스에 대항하게 했다. 이에 티탄족의 막내 크로노스가 어머니의 뜻을 받들어 우라노스를 제거하기로 하고 어머니에게 하르페(반월도)를 받았다.
우라노스가 가이아를 만나러 왔을 때 크로노스는 하르페로 우라노스의 고환을 잘라버리고 바다에 버렸다. 이때 우라노스의 불알에서 떨어진 피가 땅에 떨어져 기간테스, 에리누스, 메리아데스, 아프로디테가 생겨났다. 크로노스는 우라노스의 뒤를 이어 신들의 제위에 오르면서 헤카톤케이레스, 키클롭스, 그리고 새로 생겨난 기간테스를 다시 타르타로스에 감금하였는데 가이아는 다시 자신의 자식들이 감금되는 것을 보고 크로노스를 저주하여 이렇게 말했다. "너도 똑같이 너의 자식에게 당할 것이다."
크로노스는 자신의 자식들이 자기에게 반란을 일으킬까 두려워 아내 레아에게서 자식이 태어나는 족족 삼켜버렸다. 그러나 레아는 막내 제우스를 살리기 위해 아기 대신 돌을 강보에 싸서 크로노스가 삼키게 해줌으로써 크로노스로부터 제우스를 지켜내었다. 레아는 제우스를 크레타섬에 숨겨서 키웠다.

## 제우스의 반란과 전쟁
장성한 제우스는 메티스의 도움을 받아 아버지 크로노스에게 약을 먹여 자신의 형제들을 토해내게 했는데 헤스티아, 데메테르, 헤라, 하데스, 포세이돈이 그들이었다. 구출된 제우스의 형제, 자매들은 제우스와 힘을 합쳐 크로노스를 포함한 티탄 신들과 전쟁을 벌였다.
제우스는 가이아의 조언대로 크로노스에 의해 타르타로스에 감금된 자신의 삼촌뻘되는 다른 거인들 헤카톤케이레스와 키클롭스도 함께 구해내어서 티탄들에게 맞섰다. 티탄족들 중에서  오케아노스를 비롯하여 이아페토스의 아들 프로메테우스, 에피메테우스, 스틱스와 그의 자식들인 크라토스·비아·젤로스·니케 등은 제우스의 편을 들었다. 올림포스 신들과 티탄과의 전쟁은 약 10년 동안 계속되었으며 마침내 제우스가 승리했다.
제우스는 티탄들을 대지의 가장 깊은 곳인 타르타로스에 가두어 버렸고, 올림포스 신들을 지휘한 제우스는 하늘을 차지하고 포세이돈은 바다를 저승의 지하세계는 하데스가 각각 다스렸다.

## 같이 보기
- 기간토마키아
- 티탄 (신화)